# H-Boot
Das H-Boot stellt europaweit die größte, weltweit die zweitgrößte bzw. die größte, nichtolympische Kielbootklasse dar.

## Geschichte
Konstrukteur des H-Boots ist der Finne Hans Groop. Vom Vornamen des Konstrukteurs leitet sich auch der Buchstabe „H“ in der Bezeichnung ab. Groop begann mit dem Entwurf des neuen Modells 1965 und zeichnete es 1967, nachdem er die Anforderungen an das neue Boot vor allem mit den Renn- und Fahrtenseglern von Helsingfors Segelsällskap diskutiert hatte. Das geplante Boot sollte die besten Eigenschaften des Hai-Boots, Finnlands bis dahin größter Kielbootklasse, und des Folkeboots vereinen und gleichzeitig die Linienführung und das Aussehen von Drachen und Schärenkreuzer berücksichtigen.
Das Segelboot wird seit 1967 als Einheitsklasse von verschiedenen Werften (z. B. Artekno OY (FIN), Botnia (FIN), Ott Yacht (GER), Frauscher (AUT), Eagle Marine (FIN), Elvstrøm (DK), Hydrospeed etc.) und Saare Yachts OÜ (EST) aus GFK gebaut.
Die deutsche Bootswerft Ott Yacht und die estnische Bootswerft SAARE Yachts (Yachtsport Eckernförde GmbH & Co. KG) haben derzeit (Stand 2023) von World Sailing (International Sailing Federation) die Lizenz zum Bauen von H-Booten. Auf Grund dieser Lizenzverträge sind die Werften zur Einhaltung der Klassenregeln beim Bau und bei der Ausrüstung eines H-Bootes verpflichtet. Ein Vermessungssystem kontrolliert die Werften, um sicherzustellen, dass ein H-Boot den Klassenregeln entspricht, wenn es die jeweilige Werft verlässt.
Die Maximalbesatzung des Bootes beträgt sechs Personen. In der Kajüte bietet sich Platz für drei bis vier Kojen. Das Cockpit ist selbstlenzend. Bei Regatten wird das Boot mit einer Besatzung von drei bis vier Mann und einem maximalen Mannschaftsgewicht von 300 kg gesegelt.
Die Beliebtheit des Bootes (weltweit wurden bis 2007 über 5300 H-Boote gebaut) erklärt sich einerseits aus seiner Regattatauglichkeit, andererseits ist es auch ein sicheres, gutmütiges Familien- und Tourenboot unter anderem bewiesen mit einer erfolgreich durchgeführten Atlantiküberquerung im Jahr 2001.

Bilder von H-Booten
H-Boot (Seitenriss)
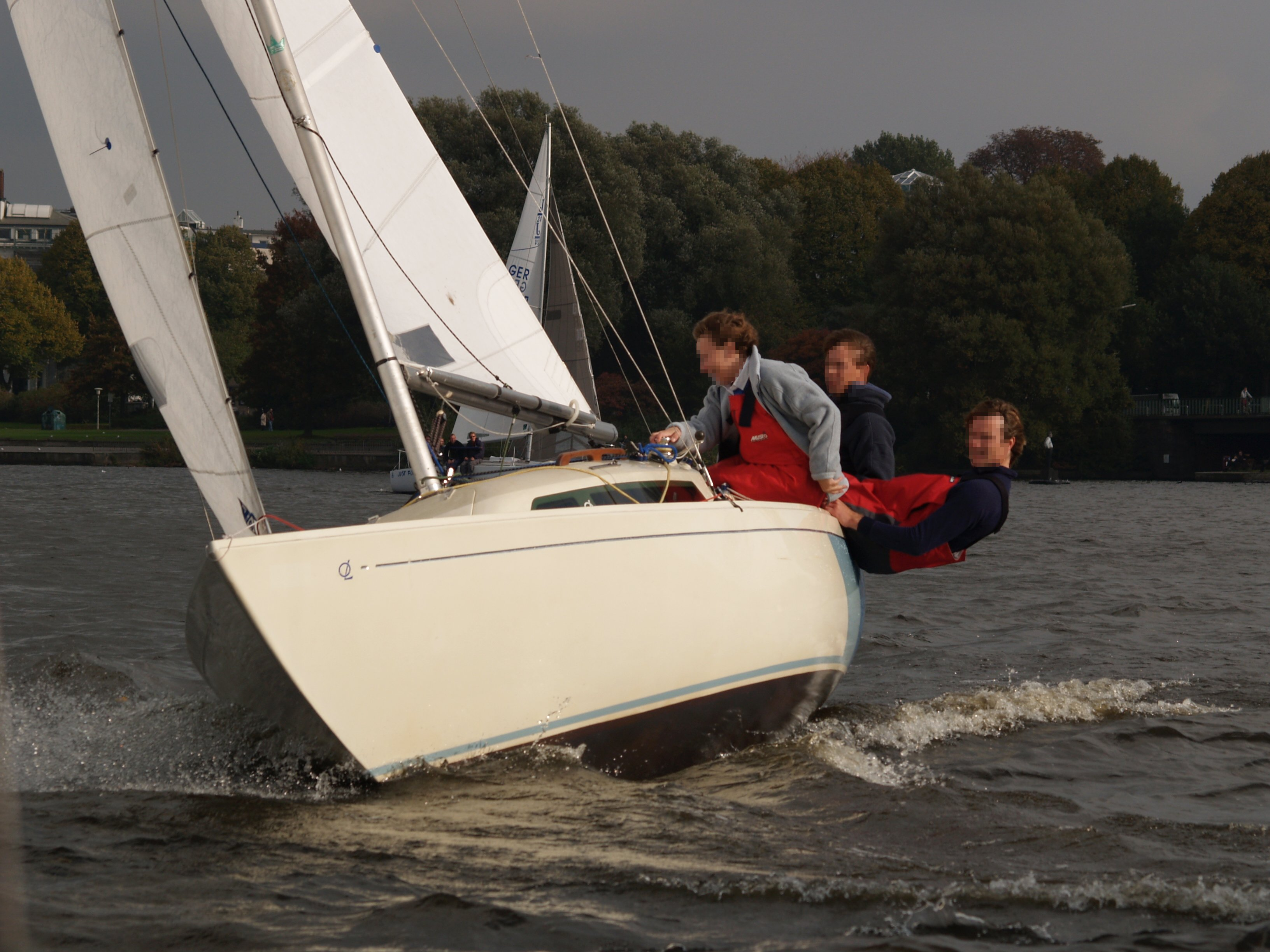
H-Boot am Wind
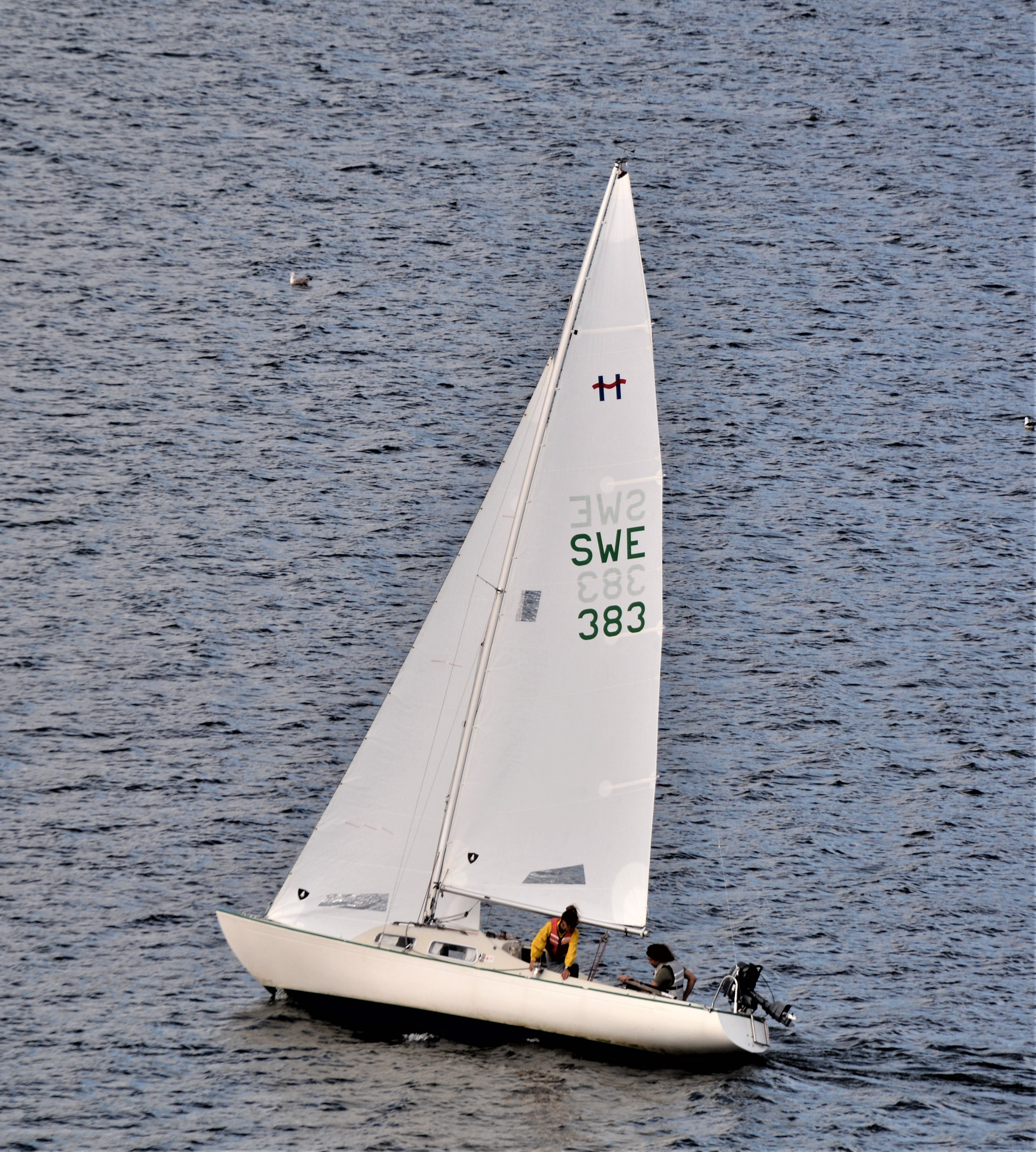
H-Boot
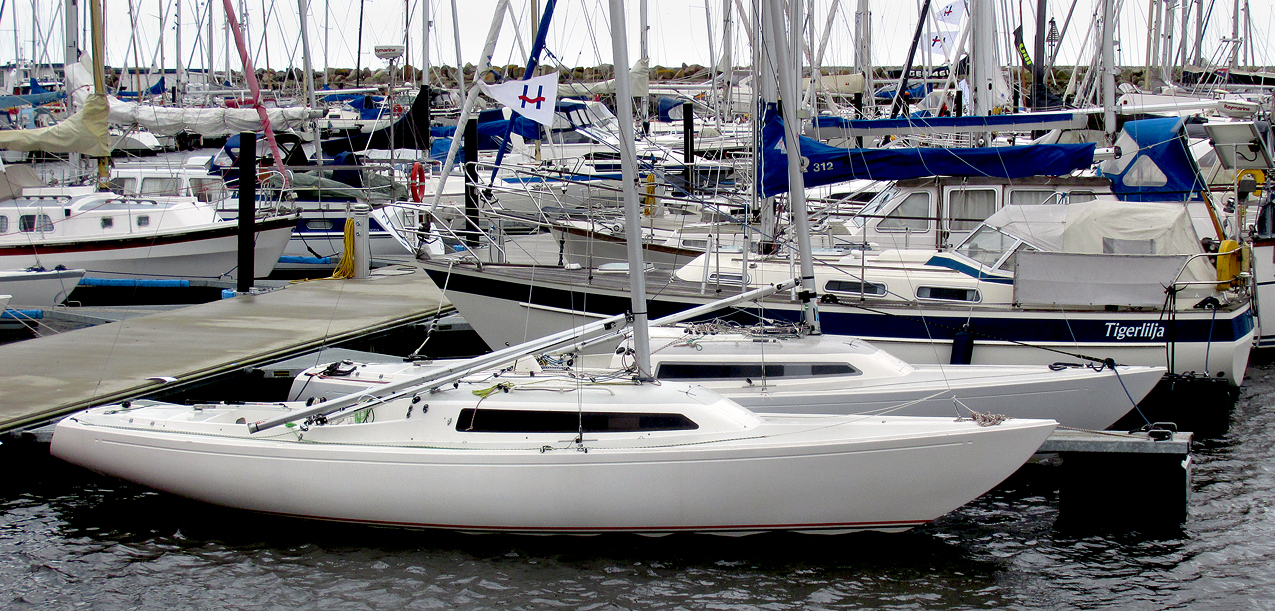
H-Boote an der Pier (Ystad, 2015)
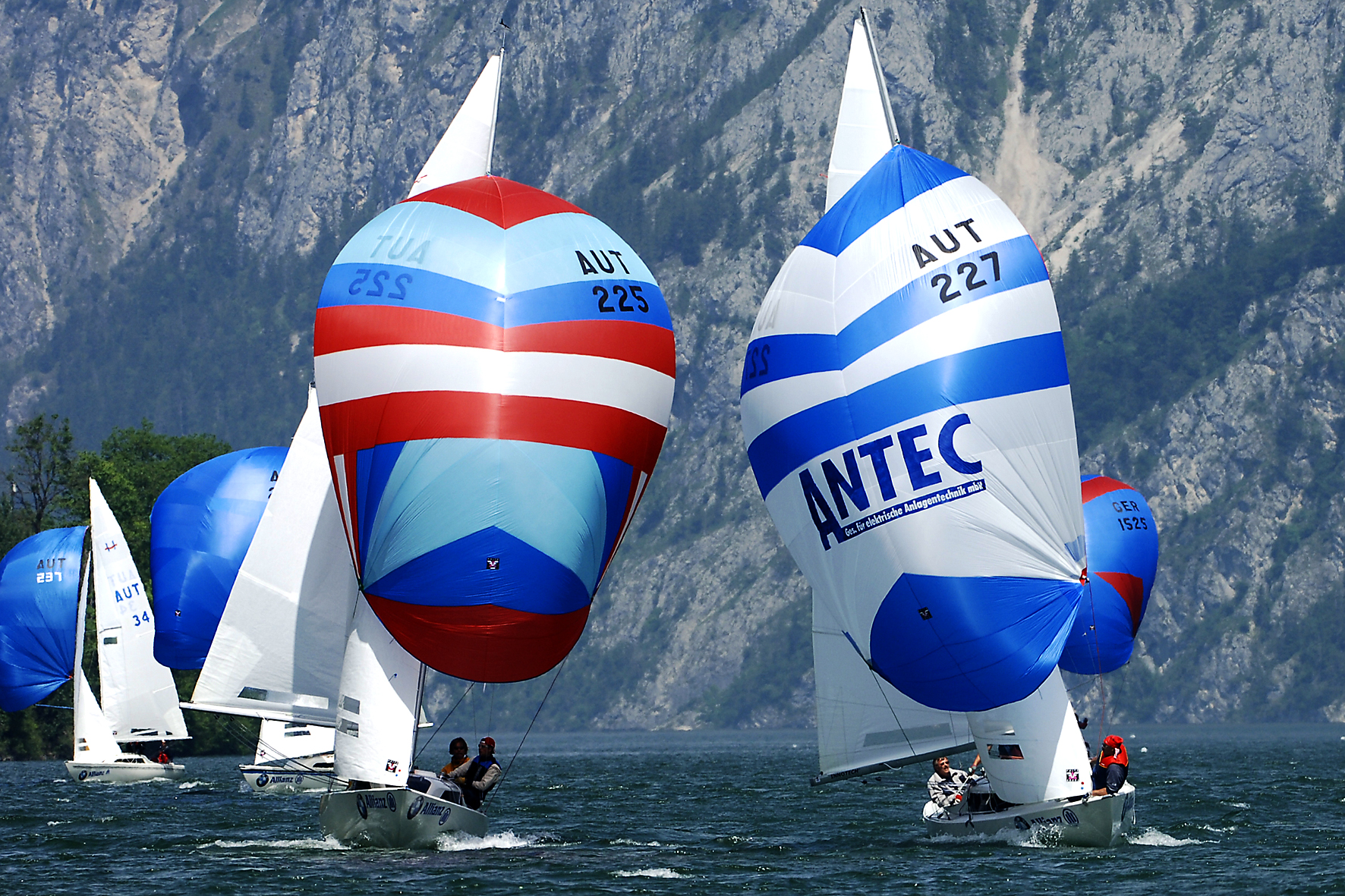
H-Boote mit Spinnaker
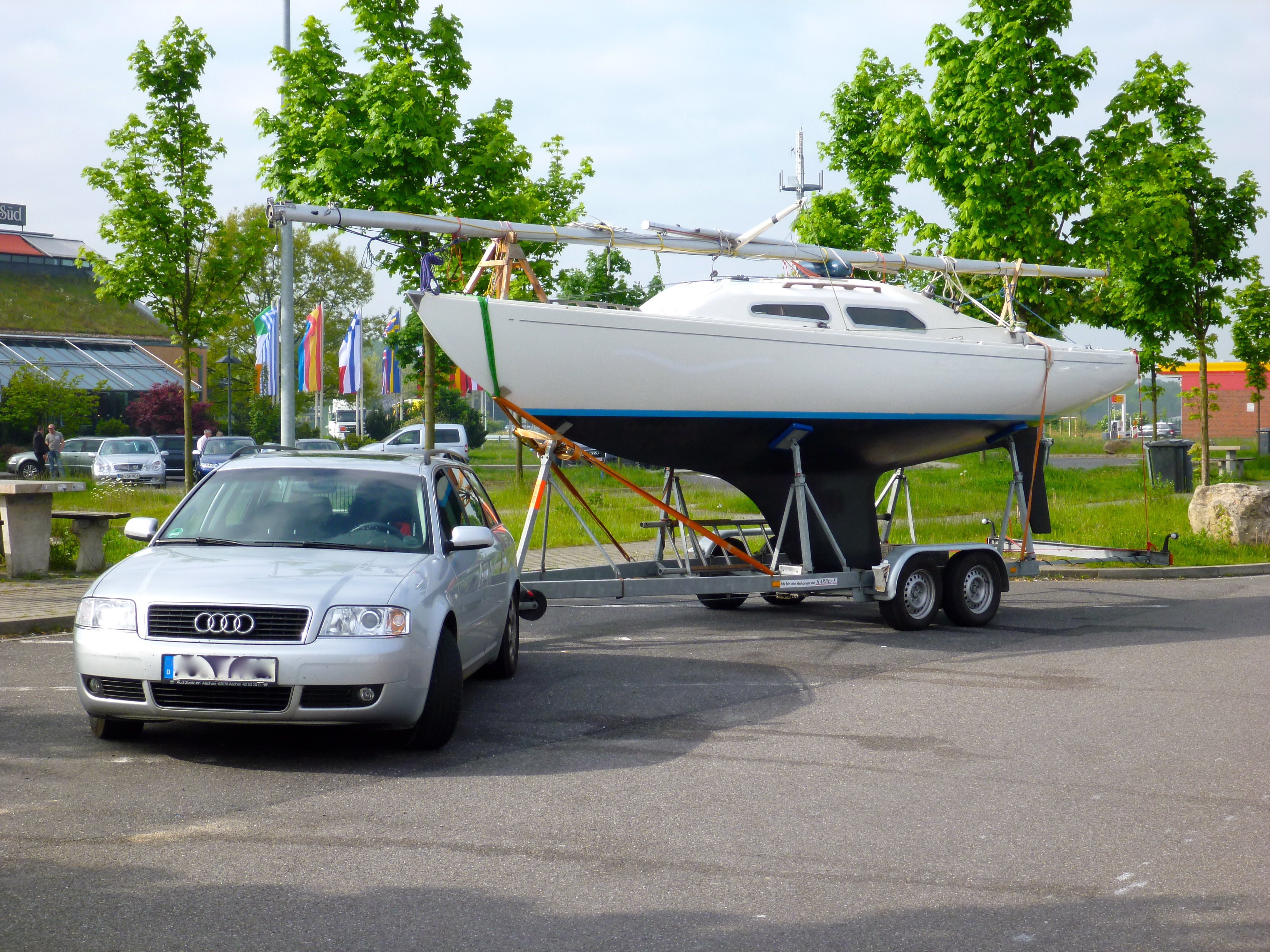
Straßentransport eines H-Bootes

## Regatta und Wettfahrten
| Jahr und Ort                    | Gold | Silber | Bronze |
| ------------------------------- | --- | --- | --- |
| 1980 Grömitz Deutschland        | Dänemark Poul Richard Høj Jensen Henrik Reese Theis Palm | Dänemark Henrik Søderlund Gustav Anker Sørensen Steen Nielsen | Deutschland Niels Springer Manfred Regener Ger Schmitz |
| 1981 Dänemark                   | Dänemark Jens Christensen Arne Larsen Morten Nielsen | Dänemark Poul Richard Høj Jensen Henrik Reese Flemming Ibsen | Deutschland Horst Nebel |
| 1982 Steinach Schweiz           | Österreich Harald Fereberger Hans Frauscher H. Gehmayer | Deutschland Horst Nebel Tripp Thallmair | Dänemark Jens Christensen Arne Larsen Herluf Jørgensen |
| 1983 Schweden                   | Dänemark Poul Richard Høj Jensen Henrik Reese Henrik Sørensen | Dänemark Henrik Søderlund Gustav Anker Sørensen Steen Nielsen | Dänemark Peter Due Ole Christensen Sandy Goodall |
| 1984 Hankø Norwegen             | Dänemark Morten Nielsen Niels Henrik Borch Per Kloster Hansen | Dänemark Peter Due Niels Kjeldsen Ole Christensen | Dänemark Tommi Krog Hansen Jan Krog Lars Erting |
| 1985 Attersee Österreich        | Dänemark Jens Christensen Jens Makholm Josef Resch | Österreich Farthofer Holler | Dänemark Henrik Søderlund Arne Larsen Leo Sørensen |
| 1986 Rauma Finnland             | Dänemark Herluf Jørgensen John N Andersen Ole Johansen | Deutschland Gerd Eiermann Wolfgang Brochardt Dirk Sundermann | Dänemark Jesper Bendix Klavs Bruun Thomas Søndergaard |
| 1987 Travemünde Deutschland     | Dänemark Tommi Krog Hansen Jan Krog Renato Skov | Dänemark Jesper Bank Steen Secher Søren Olsen | Finnland Matti Rouhiainen Jari Bremer G. Tallberg |
| 1988 Holbæk Dänemark            | Dänemark Jesper Bank Steen Secher Søren Olsen | Dänemark Henrik Søderlund Leo Sørensen Finn Nikolajsen | Finnland Henrik Lundberg |
| 1989 Traunsee Österreich        | Dänemark Jesper Bank Søren Olsen Steen Secher | Deutschland Vincent Hoesch Dirk Stadler Andreas Huber | Finnland Marrku Karjalainen Jukka Karjalainen H. Keituri |
| 1990 Thuner See Schweiz         | Deutsche Demokratische Republik Helmar Nauck Michael Zacharias Josef Resch | Dänemark Morten Nielsen Niels Henrik Borch Jan Krog | Deutschland Wolfgang Döring Janne De Jong Gerd Wichmann |
| 1991 Kristiansand Norwegen      | Deutschland Vincent Hoesch Wolfgang Nothegger Spiker Janka | Schweden Henrik Edman J. Holst Peder Edman | Deutschland Dirk Stadler F. Piotrowski Thomas Munk |
| 1992 Gardasee Italien           | Deutschland Vincent Hoesch Wolfgang Nothegger Markus Daniel | Deutschland Werner Fritz Charly Zipfer Thomas Auracher | Dänemark Theis Palm Niels Rasmussen Thomas Kristensen |
| 1993 Helsinki Finnland          | Dänemark Christian Rasmussen Torjus Gylstroff Kasper Harnsberg | Deutschland Vincent Hoesch Wolfgang Nothegger Markus Daniel | Dänemark Theis Palm Henrik Vildenfeldt Thomas Kristensen |
| 1994 Medemblik Niederlande      | Deutschland Vincent Hoesch Wolfgang Nothegger Stefan Abel | Dänemark Theis Palm Henrik Vildenfeldt Thomas Kristensen | Dänemark Sten Lindberg Henrik Sørensen Kim Buhl |
| 1995 Attersee Österreich        | Deutschland Stefan Meister Ingo Borkowsky Jonas Busch | Deutschland Wolfgang Döring Karsten Bredt Sönke Durst | Schweiz Kurt Frei Nils Frei Peter Rüfli |
| 1996 Kopenhagen Dänemark        | Dänemark Herluf Jørgensen Christian Pasbjerg Søren Nielsen | Schweden Lars Bergenzaun Anders Lofqvist Mirek Stanczuk | Schweden Jan Gustafson Per Liljenberg Håkan Olsson |
| 1997 Warnemünde Deutschland     | Schweden Jan Gustafson Per Liljenberg Håkan Olsson | Dänemark Herluf Jørgensen Christian Pasbjerg Søren Nielsen | Deutschland Vincent Hoesch Stefan Abel Florian Fendt |
| 1998 Malmö Schweden             | Dänemark Bo Selko Jonas Pedersen Niels Sørensen | Schweden Jan Gustafson Per Liljenberg Håkan Olsson | Dänemark Morten Nielsen Jan Krog Per Kloster Hansen |
| 1999 Thunersee Schweiz          | Dänemark Bo Selko Jonas Pedersen Niels Sørensen | Dänemark Herluf Jørgensen Christian Pasbjerg Carsten Pedersen | Deutschland Vincent Hoesch Fendt Müller |
| 2000 Helsinki Finnland          | Dänemark Theis Palm Finn Nikolajsen Lars Christiansen | Dänemark Bo Selko Jonas Pedersen Kenneth Bøggild | Schweden Anders Olsson Håkan Olsson Peter Jønsson |
| 2001 Hanko Norwegen             | Schweden Jan Gustafson Mats Dahlander Olof Lundquist | Dänemark Bo Selko Kenneth Bøggild Michael Empacher | Norwegen Ralph Wikstrøm Svein Andreassen John Hatch |
| 2002 Ebensee Österreich         | Österreich Stefan Frauscher Peter Heininger Thomas Linortner | Deutschland Dirk Stadler Nils Ubert Patrik Purin | Österreich Christian Spießberger Thomas Lackerbauer Manfred Schinck |
| 2003 Ammersee Deutschland       | Deutschland Vincent Hoesch Willi Gerlinger Michael Lipp | Deutschland Dirk Stadler Patric Purin Markus Funke | Deutschland Wolfgang Döring Thomas Kausen Norbert Kausen |
| 2004 Køge Dänemark              | Dänemark Morten Nielsen Niels Borch Per K. Hansen | Dänemark Bo Selko Claus Höj Jensen Claus Rossing | Schweden Jan Gustafsson Karl Kristensen Lars Kristensen |
| 2005 Malcesine Italien          | Schweden Lars Idmyr Peter Andersson Sebastian Christenson | Dänemark Herluf Jørgensen Christian Pasbjerg Lars Wegner | Dänemark Morten Nielsen Per Kloster Niels Henrik Borch |
| 2006 Marstrand Schweden         | Dänemark Herluf Jørgensen Christian Pasbjerg Lars Wegner | Niederlande Hans Peulen Patrik Vrancken René Heijnen | Schweden Lars Idmyr Peter Andersson Sebastian Christenson |
| 2007 Vierwaldstättersee Schweiz | Niederlande Hans Peulen Patrik Vrancken René Heijnen | Dänemark Steffen Stegger Lars Christiansen Carsten Pedersen | Dänemark Herluf Jørgensen Christian Pasbjerg Lars Wegner |
| 2008 Hanko Finnland             | Dänemark Claus Høj Jensen Henrik Olsen Jacob Guhle | Dänemark Steffen Stegger Lars Christiansen Carsten Pedersen | Schweden Jan Gustafsson Karl Kristensen Richard Ivarsson |
| 2009 Medemblik Niederlande      | Dänemark Steffen Stegger Lars Christiansen Carsten Pedersen | Norwegen Henrik Edman Peder Edman Steinar Solnördal | Dänemark Morten Nielsen Niels Henrik Borch Per Kloster |
| 2010 Larvik Norwegen            | Dänemark Steffen Stegger Lars Christiansen Carsten Pedersen | Schweden Michael Collberg | Schweden Henrik Edman |
| 2011 Neustadt Deutschland       | Dänemark Claus Høj Jensen Karl Kristensen Frederik Dahl Hansen | Niederlande Hans Peulen René Heynen Michel Peulen Daniel Jonkmanns | Schweden Henrik Edman Peder Edman Lars Kristensen Hannes Edman |
| 2012 Ebensee Österreich         | Dänemark Morten Nielsen Niels Henrik Borch Per Kloster | Dänemark Mads P.G. Korsgaard Uffe Dreiser Anders Rydlöv | Österreich Stefan Frauscher Hans Frauscher Peter Heinrich Heininger |
| 2013 Thisted Dänemark           | Dänemark Claus Høj Jensen Frederik Jensen Dahl Hansen Karl Kristensen | Schweden Henrik Edman Peder Edman Jacob Jakobsson Hannes Edman | Dänemark Stefen Stegger Lars Christiansen Carsten Pedersen |
| 2014 Varberg Schweden           | Dänemark Claus Høj Jensen Frederik Dahl Hansen Karl Kristiansen | Schweden Henrik Jörhov Jonas Palmkvist Ida Pedersen Bent Pedersen | Schweden Henrik Edman Peder Edman Jacob Jakobsson Hannes Edman |
| 2015 Malcesine Italien          | Dänemark Claus Høj Jensen Frederik Dahl Hansen Jacob Guhle | Deutschland Dirk Stadler Thomas Kausen Christiane Funk | Dänemark Claus Hougaard Heurir Knude Morten Hougaard |
| 2016 Helsinki Finnland          | Schweden Henrik Edman Peder Edman Bent Pedersen Reimina Hansson | Finnland Staffan Lindberg Thomas Hallberg Manni Borg | Dänemark Claus Høj Jensen Frederik Dahl Hansen Rasmus Andresen |
| 2017 Brunnen Schweiz            | Bei der Weltmeisterschaft, mit 41 Booten aus 8 Nationen, konnten aufgrund der Windverhältnisse anstatt der vorgesehenen zehn nur vier reguläre Wettfahrten ausgetragen werden. Die Weltmeisterschaft wurde aus diesem Grund auf eine WM-Regatta herabgestuft. | Bei der Weltmeisterschaft, mit 41 Booten aus 8 Nationen, konnten aufgrund der Windverhältnisse anstatt der vorgesehenen zehn nur vier reguläre Wettfahrten ausgetragen werden. Die Weltmeisterschaft wurde aus diesem Grund auf eine WM-Regatta herabgestuft. | Bei der Weltmeisterschaft, mit 41 Booten aus 8 Nationen, konnten aufgrund der Windverhältnisse anstatt der vorgesehenen zehn nur vier reguläre Wettfahrten ausgetragen werden. Die Weltmeisterschaft wurde aus diesem Grund auf eine WM-Regatta herabgestuft. |
| 2018 Sandefjord Norwegen        | Dänemark Claus Høj Jensen Frederik Dahl Hansen Rasmus Jørgen Andresen | Schweden Michael Collberg Per Åhlby Klas Andersen | Schweden Peter Edman Bent Pedersen Jesper Axelson |
| 2019 Medemblik Niederlande      | Dänemark Claus Høj Jensen Frederik Dahl Hansen Rasmus Jørgen Andresen | Schweden Michael Collberg Per Åhlby Klas Andersen | Finnland Jan Forsbom Liro Törnström Timo Lankinen |
| 2020 Warnemünde Deutschland     | Wegen der Corona-Krise ausgefallen. | Wegen der Corona-Krise ausgefallen. | Wegen der Corona-Krise ausgefallen. |
| 2021 Struer Dänemark            | Dänemark Claus Høj Jensen Frederik Dahl Hansen Rasmus Jørgen Andresen | Finnland Jan Forsbom Miikka Nikkilä Timo Lankinen Iiro Törnström | Dänemark Anders Bertelsen Christian Schulz Betina Jespen Anders Lamberg |
| 2022 Warnemünde Deutschland     | Dänemark Claus Høj Jensen Frederik Dahl Hansen Rasmus Jørgen Andresen | Dänemark Anders Bertelsen Christian Schulz Betina Jespen Morten Kofoged | Deutschland Thomas Kausen Jani Funk Franzi Funk Alexander Eilhardt |
| 2023 Malcesine Italien          | Dänemark Claus Høj Jensen Frederik Dahl Hansen Rasmus Jørgen Andresen | Italien Flavio Favini Tiziano Nava Guido Bernardinelli Nicola Bonarrigo | Dänemark Anders Bertelsen Christian Schulz Betina Jepsen Morten Kofoged |
| 2024 Pori Finnland              | Italien Flavio Favini Guido Antonio Bernardinelli Nicola Bonarrigo Stefano Rizzi | Dänemark Anders Bertelsen Christian Schulz Betina Jepsen Morten Kofoged | Dänemark Claus Høj Jensen Frederik Dahl Hansen Rasmus Jørgen Andresen |